# Archidiecezja Fryburga Bryzgowijskiego

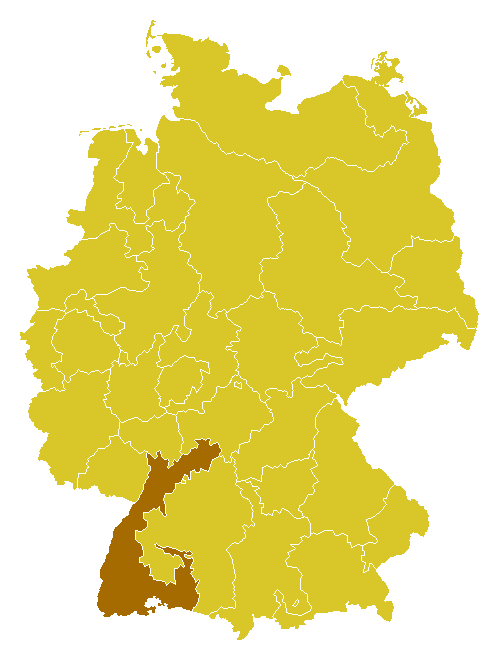
Obecne granice archidiecezji Fryburga Bryzgowijskiego

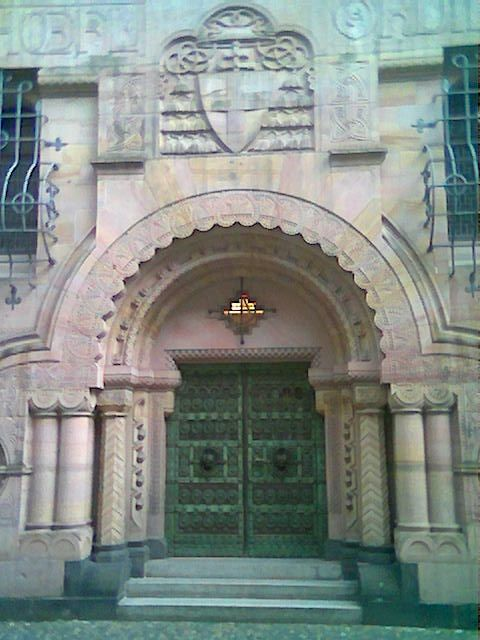
Portal wejściowy do fryburskiej kurii

Archidiecezja Fryburga Bryzgowijskiego (łac. Archidioecesis Friburgensis) – katolicka archidiecezja niemiecka położona w południowo-zachodniej części kraju, obejmująca swoim zasięgiem większą część landu Badenia-Wirtembergia (Badenię). Siedzibą arcybiskupa jest katedra Najświętszej Marii Panny we Fryburgu Bryzgowijskim.

## Historia
Obszar dzisiejszej archidiecezji Fryburga Bryzgowijskiego należał w średniowieczu do diecezji konstanckiej założonej w 585 r. Została ona zniesiona bullą papieską Piusa VII Provida solersque z 16 sierpnia 1821 r. W jej miejsce na obszarze Badenii erygowano archidiecezje Fryburga Bryzgowijskiego, której jako metropolii zostały podporządkowane diecezje: Rottenburga-Stuttgartu i Moguncji.

## Biskupi
- Biskup diecezjalny: abp Stephan Burger
- Biskupi pomocniczy: bp Peter Birkhofer
- biskup pomocniczy: bp Christian Würtz
- Biskupi seniorzy: abp Robert Zollitsch, bp Paul Wehrle, bp Rainer Klug

## Podział administracyjny
Od 1 stycznia 2008 r. archidiecezja Fryburga Bryzgowijskiego dzieli się na:
- I Region Odenwald-Tauber
  - Dekanat 1: Tauberbischofsheim
  - Dekanat 2: Mosbach-Buchen (Odenwald)
- II Region Rhein-Neckar
  - Dekanat 3: Mannheim
  - Dekanat 4: Heidelberg-Weinheim
  - Dekanat 5: Wiesloch
  - Dekanat 6: Kraichgau
- III Region Mittlerer Oberrhein-Pforzheim
  - Dekanat 7: Bruchsal
  - Dekanat 8: Karlsruhe
  - Dekanat 9: Pforzheim
  - Dekanat 10: Rastatt
  - Dekanat 11: Baden-Baden
- IV Region Ortenau
  - Dekanat 12: Offenburg
  - Dekanat 13: Acher-Renchtal
  - Dekanat 14: Lahr/Schwarzwald
- V Region Breisgau-Hochschwarzwald
  - Dekanat 15: Fryburg Bryzgowijski
  - Dekanat 16: Neustadt
  - Dekanat 17: Endingen-Waldkirch
  - Dekanat 18: Breisach-Neuenburg
  - Dekanat 19: Schwarzwald-Baar
- VI Region Hochrhein
  - Dekanat 20: Wiesental
  - Dekanat 21: Waldshut-Tiengen
- VII Region Bodensee-Hohenzollern
  - Dekanat 22: Hegau
  - Dekanat 23: Konstancja
  - Dekanat 24: Linzgau
  - Dekanat 25: Sigmaringen-Meßkirch
  - Dekanat 26: Zollern

## Patroni
- Matka Boska
- św. Geberhard z Konstancji
- św. Konrad z Konstancji